# Chrome Division
Chrome Division ist eine norwegische Heavy-Metal-Band. Bekanntestes Mitglied ist Gitarrist Stian Tomt Thoresen, der Sänger von Dimmu Borgir (dort unter dem Pseudonym Shagrath). Stilistisch erinnert Chrome Divisions Musik stark an Motörhead. 

## Geschichte
Schon 1999 hatte Stian Tomt Thoresen die Idee, eine Band zu gründen, die jenseits des Dark Metal von Dimmu Borgir Musik machen sollte. Während er am Dimmu-Borgir-Album Spiritual Black Dimensions arbeitete, spielte er zusammen mit Stian Arnesen von The Kovenant und Dimmu Borgir zwei Lieder ein, die mehr in die Stoner-Rock-Richtung gingen. Aus Zeitmangel wurde das Projekt auf Eis gelegt.
2004 wollte Thoresen eine richtige Band auf die Beine stellen. Stian Arnesen hatte keine Zeit und klinkte sich aus. Thoresen suchte und fand weitere Musiker für seine Band. Die Band erhielt einen Plattenvertrag bei Nuclear Blast. Am 21. Juli 2006 erschien das Debütalbum Doomsday Rock’n’Roll. Zwei Jahre später folgte das Album Booze, Broads and Beelzebub (engl.: Schnaps, Weiber und der Teufel), welches allgemein gute Kritiken erhielt.
Im Jahr 2009 trennte sich die Band von Sänger Eddie Guz „aufgrund mangelhaften Engagements für die Band“. Ersetzt wird er durch Pål Mathiesen, Sänger der Band Susperia. Im Jahr 2012 verließen Bassist Björn „Burn“ Luna und Gitarrist Ricky Black die Band und wurden durch den Bassisten Ogee und den Gitarristen „Damage“ Karlsen ersetzt.
Das vierte Album Infernal Rock Eternal erschien im Jahre 2014. Drei Jahre später verließ Mathiesen die Band wieder und wurde durch seinen Vorgänger Eddie Guz ersetzt. 2018 erschien dann das Album One Last Ride, dass gleichzeitig das letzte Album der Band sein wird.

## Diskografie
- 2006: Doomsday Rock ’n’ Roll (Nuclear Blast)
- 2008: Booze, Broads and Beelzebub (Nuclear Blast)
- 2011: 3rd Round Knockout (Nuclear Blast)
- 2014: Infernal Rock Eternal (Nuclear Blast)
- 2018: One Last Ride (Nuclear Blast)